# Liste des conseillers régionaux de la Haute-Loire
Les conseillers régionaux de la Haute-Loire sont élus dans le cadre des élections régionales pour siéger au conseil régional d'Auvergne-Rhône-Alpes.

## Mandature 2021-2028
La Haute-Loire compte 8 conseillers régionaux au niveau du département sur les 204 élus du conseil régional d'Auvergne-Rhône-Alpes.
| Groupe politique                                              | Nom                         | Parti | Parti |
| ------------------------------------------------------------- | --------------------------- | ----- | ----- |
| Les Républicains, Divers-Droite, Société Civile et apparentés | Laurent Wauquiez            |       | LR    |
| Les Républicains, Divers-Droite, Société Civile et apparentés | Caroline Barre              |       | DVD   |
| Les Républicains, Divers-Droite, Société Civile et apparentés | Jean-Pierre Vigier          |       | LR    |
| Les Républicains, Divers-Droite, Société Civile et apparentés | Jean-Luc Vachelard          |       | DVD   |
| Les Républicains, Divers-Droite, Société Civile et apparentés | Caroline Di Vincenzo        |       | DVD   |
| Les Républicains, Divers-Droite, Société Civile et apparentés | Laëtitia Hugon-Hilaire      |       | DVD   |
| Les Républicains, Divers-Droite, Société Civile et apparentés | Élisabeth Ouillon-Pélissier |       | DVD   |
| Les Écologistes                                               | Renaud Daumas               |       | ÉCO   |

### Élu membre de l'exécutif
- Laurent Wauquiez (LR), président du Conseil régional.

## Mandature 2015-2021
La Haute-Loire compte 8 conseillers régionaux au niveau du département sur les 204 élus du conseil régional d'Auvergne-Rhône-Alpes.
| Groupe politique                                   | Nom                      | Parti | Parti                                              |
| -------------------------------------------------- | ------------------------ | ----- | -------------------------------------------------- |
| Les Républicains, divers droite et société civile  | Laurent Wauquiez         |       | Les Républicains                                   |
| Les Républicains, divers droite et société civile  | Marie-Agnès Petit        |       | Les Républicains                                   |
| Les Républicains, divers droite et société civile  | Jean-Pierre Vigier       |       | Les Républicains                                   |
| Les Républicains, divers droite et société civile  | Isabelle Valentin-Prebet |       | DVD (jusqu’en 2017) Les Républicains (depuis 2017) |
| Les Républicains, divers droite et société civile  | Caroline Di Vincenzo     |       | DVD                                                |
| Union des démocrates et indépendants               | Michel Chapuis           |       | UDI                                                |
| Socialistes, démocrates, écologistes et apparentés | André Chapaveire         |       | PS                                                 |
| Front national                                     | Gilles Lacroix           |       | FN                                                 |

### Élu membre de l'exécutif
- Laurent Wauquiez (LR), président du Conseil régional.

## Mandature 2010-2015
La Haute-Loire compte 8 conseillers régionaux sur les 47 élus qui composent l'assemblée du conseil régional d'Auvergne, issue des élections des 14 et 21 mars 2010.

### Répartition par groupe politique
| Groupe politique                  | Nom                      |  | Parti |
| --------------------------------- | ------------------------ |  | ----- |
| Groupe Socialiste et Républicain  | Arlette Arnaud-Landau    |  | PS    |
| Groupe Socialiste et Républicain  | André Chapaveire         |  | PS    |
| Groupe Europe Ecologie Les Verts  | Gustave Alirol           |  | POC   |
| Groupe Europe Ecologie Les Verts  | Pierre Pommarel          |  | EÉ    |
| Groupe Front de Gauche            | Evelyne Valentin-Vissac  |  | PCF   |
| Groupe de l'Union pour l'Auvergne | Michel Bergougnoux       |  | UMP   |
| Groupe de l'Union pour l'Auvergne | Marie-Agnès Petit        |  | UMP   |
| Groupe de l'Union pour l'Auvergne | Isabelle Valentin-Prebet |  | UMP   |

### Élus membres de l'exécutif
- Arlette Arnaud-Landau, 2e vice-présidente chargée de la Formation Professionnelle tout au Long de la Vie, des Formations Sanitaires et Sociales et de l’Apprentissage

- André Chapaveire, 7e vice-président chargé du Développement Touristique et du Thermalisme